# Первомайський (Чишминський район)
Первома́йський (рос. Первомайский, башк. Первомайский) — присілок (в минулому селище) у складі Чишминського району Башкортостану, Росія. Входить до складу Ібрагімовської сільської ради.
Населення — 374 особи (2010; 381 у 2002).
Національний склад:
- татари — 43 %
- росіяни — 36 %